# Вірочка (оповідання)
«Вірочка» (рос. Верочка) — оповідання Антона Чехова, вперше опубліковане у 1887 році.

## Історія
Оповідання А. П. Чехова «Вірочка» написане в 1887 році. Вперше опубліковане в 1887 році в газеті «Новий час» № 3944 від 21 лютого з підписом «Ан. Чехов», в 1887 році увійшло до збірки «У сутінках», в 1889 році надруковане у Львові, увійшло до зібрання творів Чехова, видаване А. Ф. Марксом.
В оповіданні Чехов використовував матеріал, наданий йому Білібіним, який писав: «Яке Ви мали повне право виставити мою Олену героїнею оповідання „Вірочка“? Ось, дивіться, я Вас опишу під назвою „Антоша“». М. П. Чехів зазначав, що «описаний в „Вірочці“ сад при місячному світлі з клаптями туману, переползали через нього, — це сад у Бабкіні». Дія оповідання відбувається в містечку Воскресенську, розташованому недалеко від Бабкіна.
Оповідання «Вірочка» було улюбленим твором письменника. За життя Чехова оповідання перекладалося угорською, німецькою, румунською, сербськохорватською, словацькою і чеською мовами.
Видавець Лейкін у листі до Чехова від 27 лютого 1887 року вважав «Вірочку» «невдалою річчю», протиставляючи її гумористичним: «Вам маленькі оповідання краще вдаються. Це кажу не я один. У вівторок на першому тижні посту я був у Михневича на кислій капусті, там було багато пишучої братії, зайшла розмова про Вас, і говорили те ж саме».
Білібін відзначав «етапне значення оповідання в розвитку творчості Чехова». Він радив Чехову кинути писати «дрібниці»: «Зрозуміло, і оповідання в „Новому времені“, незважаючи на їх відносну величину, являють дуже вузьку рамку для Вашої артистичної фізіономії. Звідси часто стається неясність, незакінченість і таке інше. Візьмемо „Вірочку“. Вона, напевно, не зрозуміла ні „критикам“, ні звичайним читачам. Мені здається, що Ви не хотіли обмежитися розписуванням такого звичайного і нерідко трактованого сюжету: „вона“ випадково полюбила „його“, але „він“ випадково не любить „її“, і що з цього сталося».
Критик Арсеньєв вважав оповідання «Вірочка» уривчастим: «Що змусило Віру порвати зі звичаєм, що завадило їй заздалегідь передбачати відмову Огнєва, що утримало останнього від захоплення, яке було настільки близьким і настільки можливим — все це ледь намічено автором або не намічено зовсім. Щоб зрозуміти і Віру, і Огнєва, щоб пережити разом з ними рішучу хвилину, ми повинні були б знати їх обох набагато ближче».
Лев Толстой відніс оповідання до уподобаних ним оповідань Чехова «2-го сорту».

## Сюжет
Дія оповідання відбувається серпневого вечора в одному повітовому місті. Молодий чиновник Іван Огнев збирається виїхати з невеликого провінційного містечка до матері в Орел. У містечко Іван був навесні посланий з Пітера збирати статистичні відомості. По дорозі він зіткнувся з донькою Гаврила, Вірою Гаврилівною. Віра подобалася Огнєву. Вони попрощалися, але Віра вирішила проводити Огнєва до лісу. Під час проводів Віра освідчилася Огнєву в коханні, який був цим спантеличений: «Що ж це таке? Адже я її… люблю чи ні? От задача-то!».
Віра «плачучи, сміючись, виблискуючи слезинками на віях … говорила йому, що з перших же днів знайомства він вразив її своєю оригінальністю, розумом, добрими, розумними очима, своїми завданнями і цілями життя, що вона полюбила його палко, шалено, глибоко». Огнєв ж відчував «жаль до Віри, біль і жаль, що через нього страждає хороша людина».
Потім Віра пішла, а Огнєв відчував незручність і докори сумління за те, що відмовив дівчині, яка його любила. Він повернувся, походив повз будинки Віри і пішов.

## Переклади українською
Оповідання «Вєрочка» увійшло до першого тому тритомного зібрання перекладів Чехова українською мовою, що вийшло 1930 року у видавництві Книгоспілка. Перекладач — Антон Харченко.
Український переклад для сценічної версії зробила режисерка Донецького академічного обласного драматичного театру (м. Маріуполь) Людмила Колосович для вистави «Вірочка» (2020).

## На українській сцені
- 2020, 23 липня — моновистава «Вірочка» лірична комедія на одну дію Людмили Колосович за однойменним оповіданням Антона Чехова; реж. Людмила Колосович, худ. Анна Апельт-Матвейчук, акторка Віра Шевцова (Донецький академічний обласний драматичний театр, м. Маріуполь)[6][5]